# Museum Jorge Rando
 (mars 2019).
Le contenu est difficilement compréhensible vu les erreurs de traduction, qui sont peut-être dues à l'utilisation d'un logiciel de traduction automatique.
Le Muséum Jorge Rando est le premier musée expressionniste d'Espagne. Dédié au peintre Jorge Rando, il a son œuvre et temporairement celle d'artistes nationaux et internationaux,, liés à cette tendance. Il a été officiellement inauguré le 28 mai 2014.

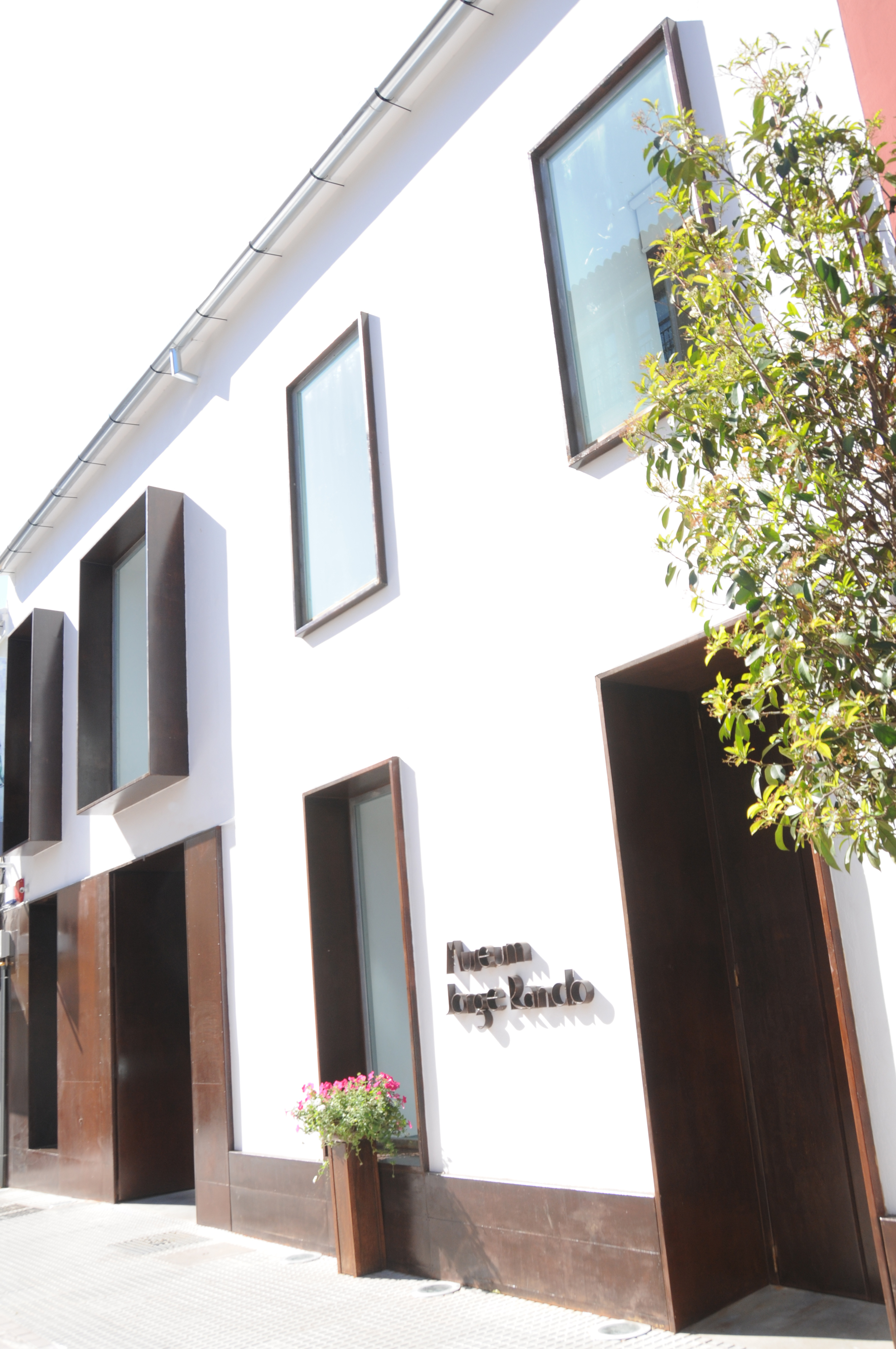
Muséum Jorge Rando

## Le Musée
La mission du musée se concentre fondamentalement sur l'étude et la diffusion de l'œuvre de Jorge Rando, ainsi que sur la recherche en poésie expressionniste, mouvement qui a été l'une des apports les plus importantes à la culture occidentale contemporaine, en perspective, des dernières décennies du XIXe siècle à nos jours. Parmi ses priorités, on peut souligner l'étude et la représentation des différentes activités artistiques telles comme la peinture, la sculpture, l'architecture, la philosophie, la littérature, le cinéma ou la musique.
Un musée qui met en lumière l'œuvre de Jorge Rando, et origine une philosophie culturelle homologue à sa pensée. Sous la devise "On doit toujours ouvrir des portes... de manière que les gens entrent et le musée en sorte", il est devenu un musée qui comprend l'art d'un point de vue spirituel et humaniste.
L'entrée, les visites guidées et des différents événements sont gratuites.

## Expositions

### L'œuvre de Jorge Rando
Dans les différentes salles on peut trouver l'œuvre de Jorge Rando, qui a un discours expositif avec un mouvement continu où les cycles thématiques de l'artiste sont alternés avec l'œuvre de l'artiste temporaire.

### Expositions temporaires
Les expositions temporaires montrent des œuvres nationales et internationales liés au expressionnisme et neo-expressionnisme. Dans la première année du musée, il a exposé des dessins de l'artiste Käthe Kollwitz et le 14 Décembre 2015 la première exposition magne en Espagne du sculpteur Emst Barlarch a été inaugurée.

## La Sala de Estar del Arte
Le musée veut devenir une salle des arts (Sala de Estar del Arte). Pendant toute l'année, on peut voir des représentations des différentes activités artistiques. El color del sonido, c'est le cycle consacré a la musique; Luces y Sombras, c'est le cine-forum avec des représentations et de discussion; El gabinet, c'est le cycle consacré a la littérature, théâtre et la narration; Arte, c'est le cycle consacré aux conférences et rencontres artistiques; et Lo que está pasando, c'est le cycle consacré aux débats de l'actualité, coordinés par la chaire UNESCO de Communication de l'Université de Málaga.

## Visites et éducation
Il y a des visites guidées sans nécessité de réserver ou d'avoir un nombre minimum de personnes. Ces visites sont des conférences données par historiens de l'art, et avec une dynamique personnelle adapté pour chacun des visiteurs afin de créer une expérience de decouverment et enrichissement mutuel. Des groupes avec des besoins spéciaux ont aussi des visites personnalisées et adaptées. Il y a des visites, workshops artistiques et tables de débats sur l'expressionnisme, neo-expressionnisme et sur l'art contemporain de manière générale pour les étudiants.[non neutre]

## Bâtiment
Le musée est situé à côté du Monastère des Mercedarias, dans la rue Cruz del Molinillo, à Málaga (au sud d'Espagne). Le bâtiment a été construit en suivant le design du architecte D. Manuel Rivera Valentín (1878) et peut être considéré comme un bâtiment emblématique d'intérêt artistique. Le patio, c'est un endroit à souligner, avec un caractéristique arbre de mandarines, planté par la fondatrice du couvent il y a 140 ans. L'adaptation pour changer une part du monastère et créer le musée a été commencée par la Mairie de Málaga en 2011 et il est fini au printemps 2014 . La rudesse de l'art expressionniste en pouvait trouver un meilleur endroit possible.

## Installations
Le musée combine dans sa construction la brique du monastère avec les nouvelles installations en béton et en acier rouillé . Cette synergie mêle la spiritualité et la tranquillité du monastère et la force de l'art expressionniste.
Il y a quatre salles d'exposition avec illumination naturelle, un des éléments significatifs de sa construction. On peut se promener comme la bibliothèque, le patio et l'atelier, qui est consacré a la création des arts. Un groupe d'artistes utilise de manière permanente ; il devient un lieu de rencontre et de dialogue entre artistes, historiens et visiteurs, permettant l'échange et le débat sur l'art et la culture.

## Gestion
La direction, l'administration et toutes les activités du musée, telles que les expositions, cycles de conférences sur l'art et l'esthétique de l'expressionnisme, workshops et séminaires, etc. sont développés par la Fundación Jorge Rando.

## Galerie

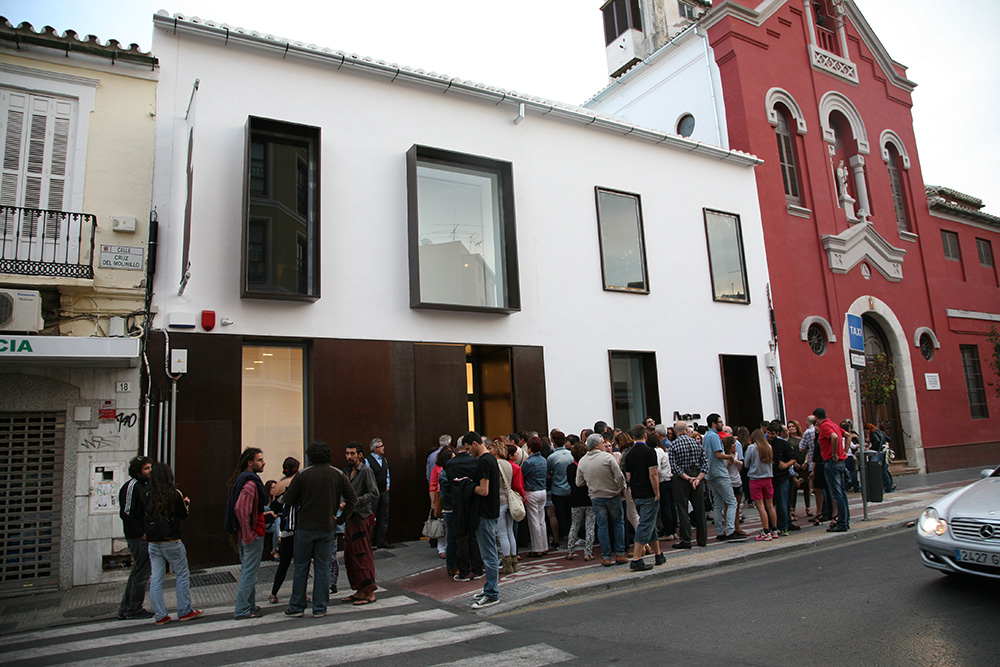
Façade du Museum Jorge Rando
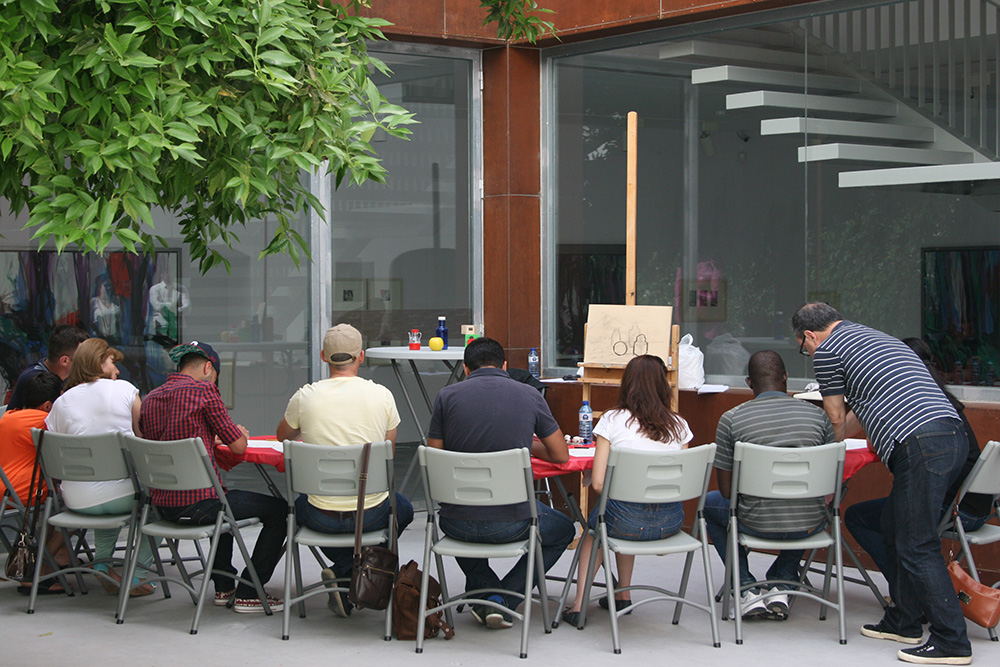
Inclusion sociale grâce à l'art avec CEAR
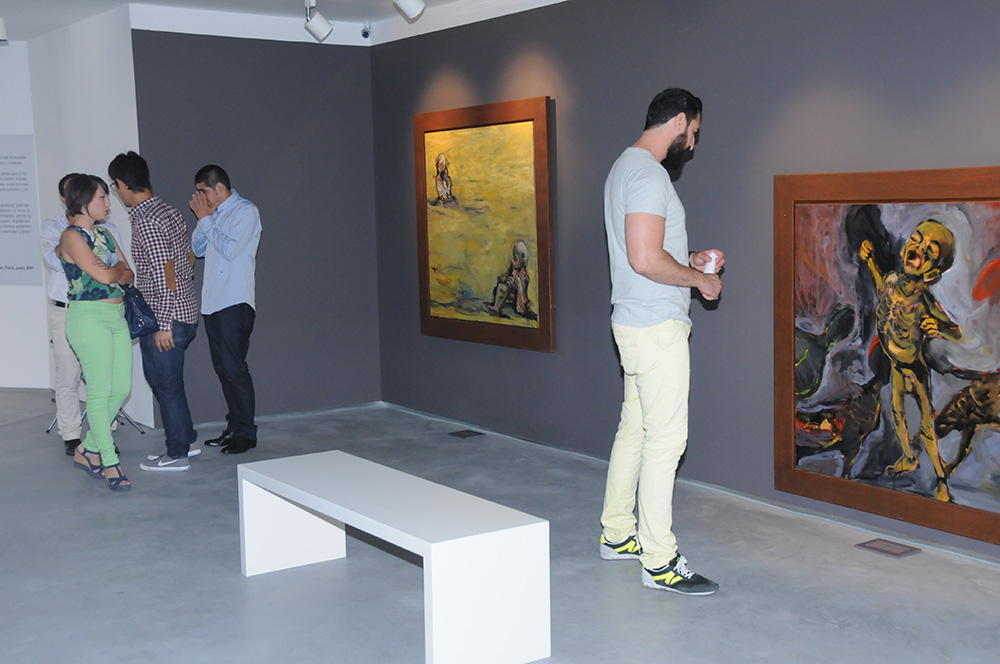
Salle 4 du Museum Jorge Rando.
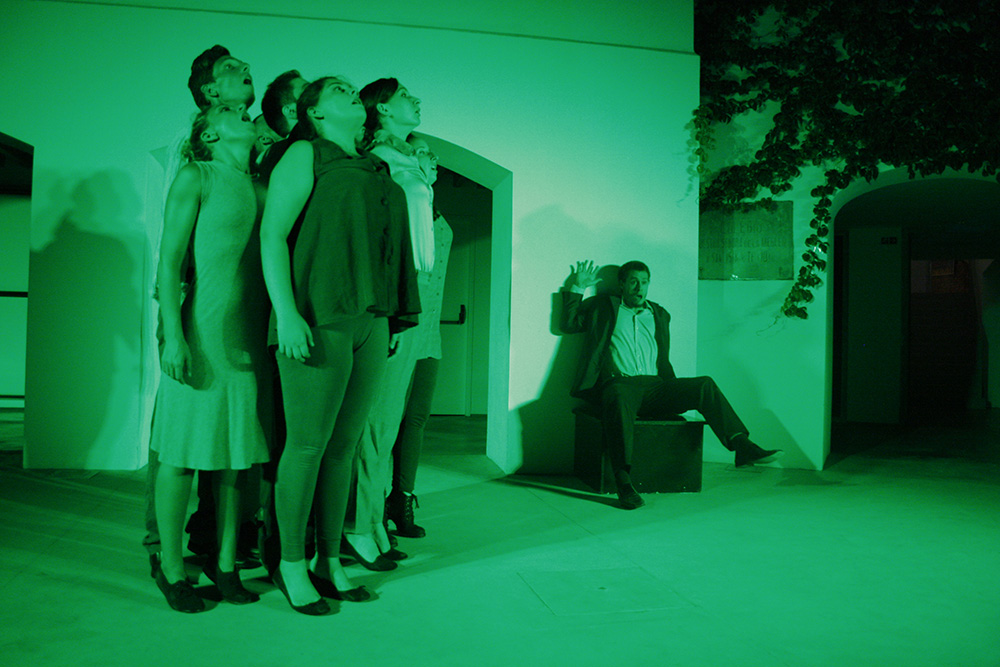
Photo de l'œuvre 'Personne', activité de 'El Gabinet' (cycle de literature).
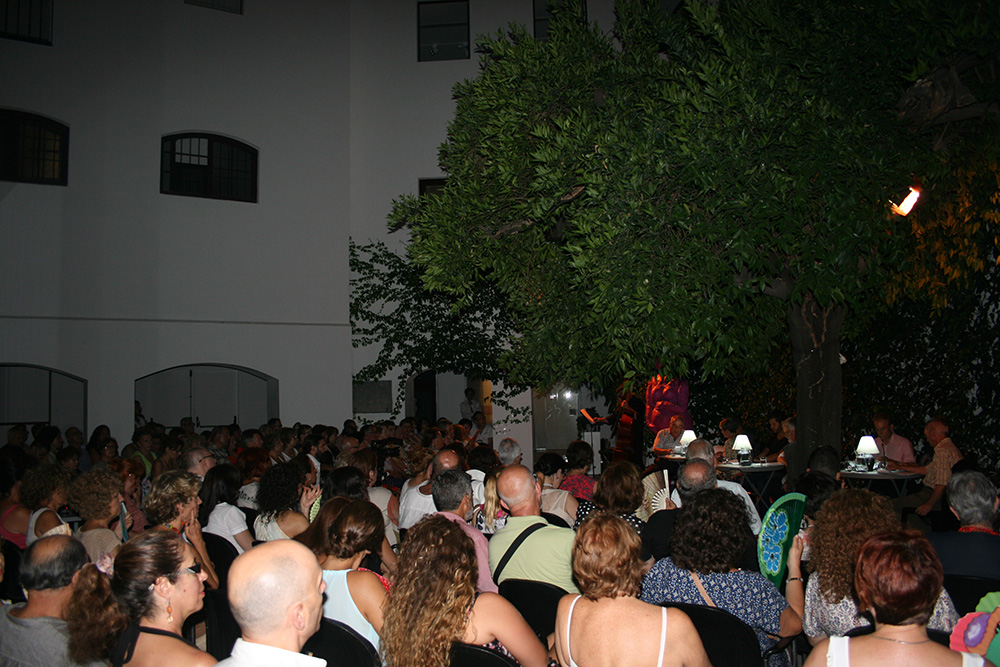
'Versos y canciones para las noches de estío', du cycle de poésie.
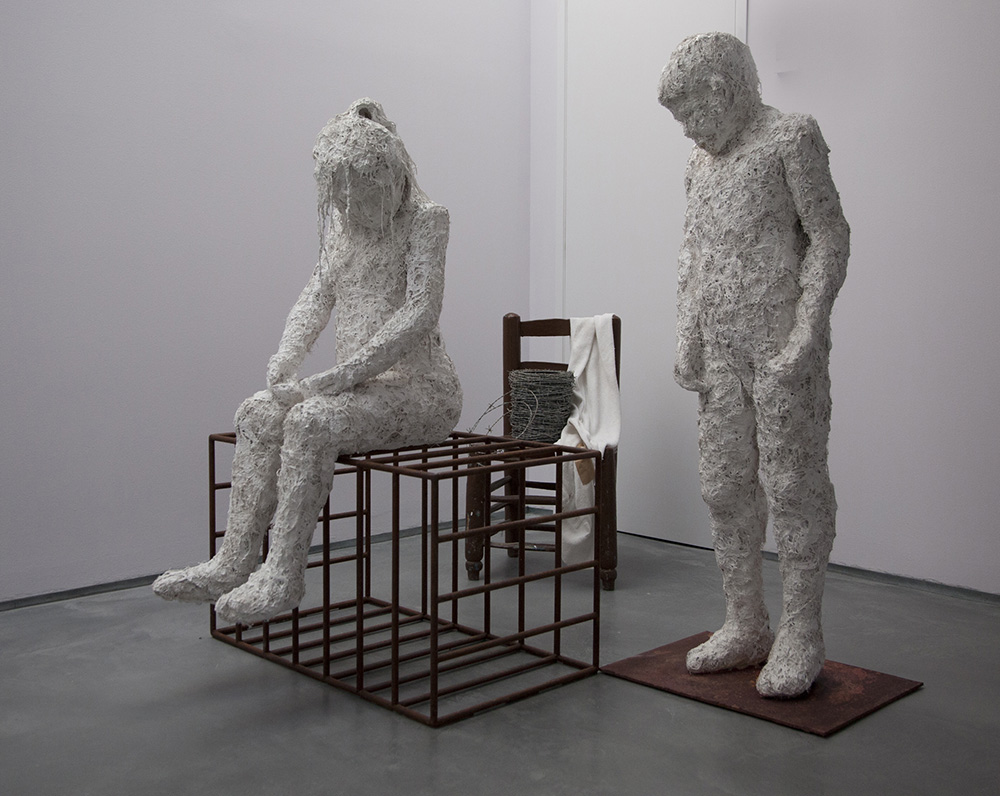
Sculptures 'Niños' du cycle 'Prostitución'.
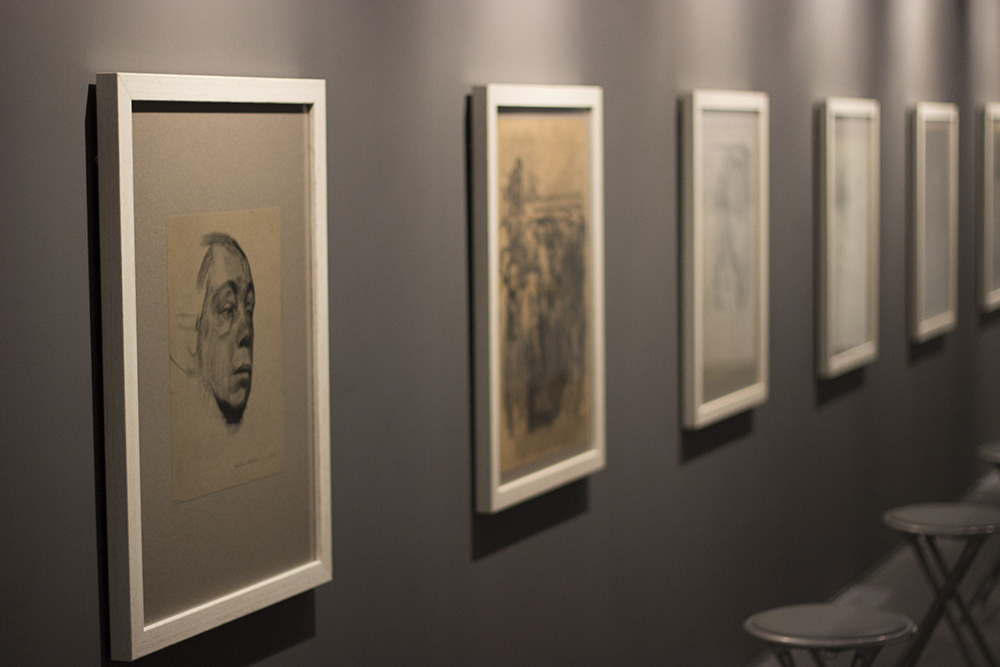
Exposition temporaire de l'œuvre de l'artiste Käthe Kollwitz.
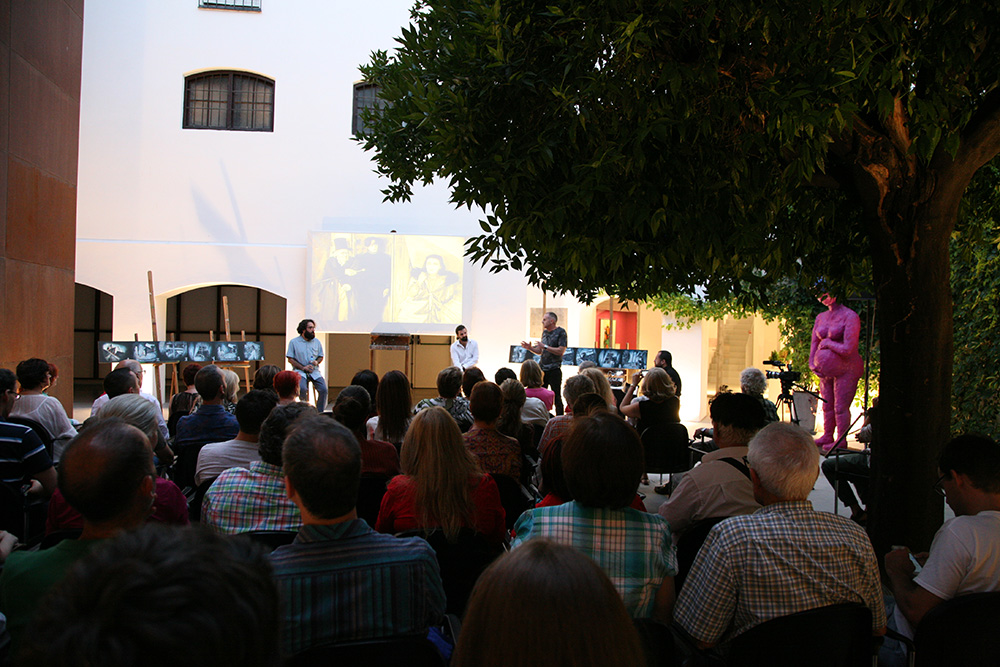
Photo du cycle cinéma 'Luces y sombras'.
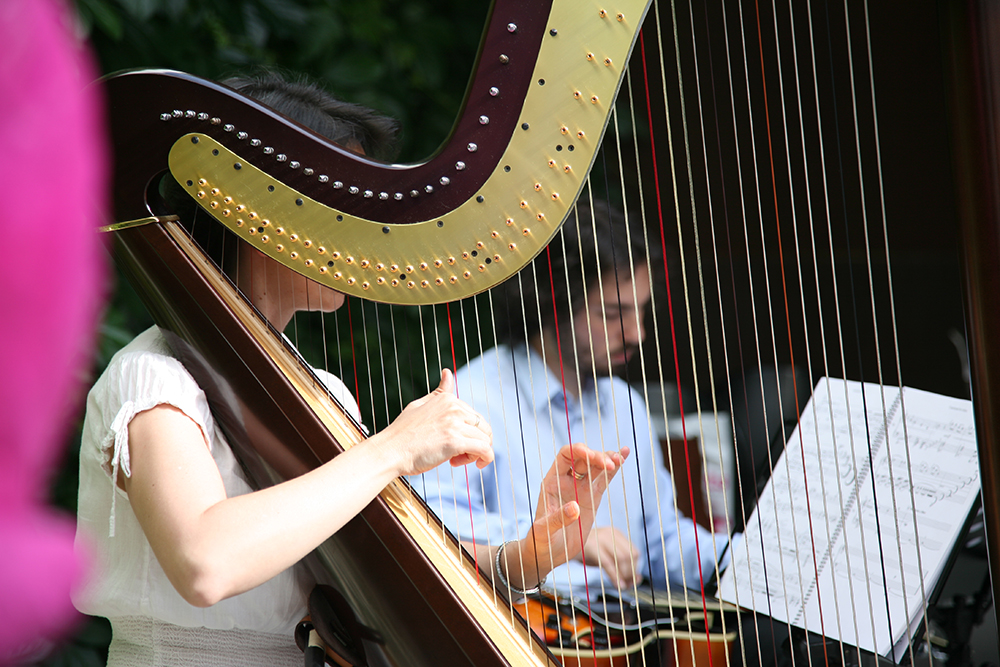
Activité du cycle de musique 'El color del sonido'.
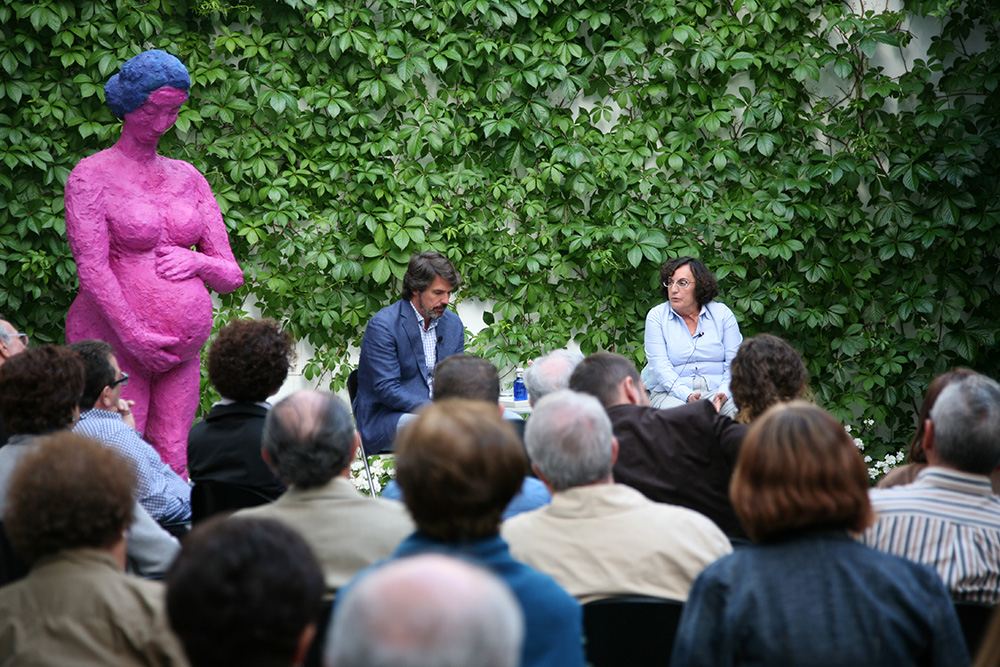
'Lo que está pasando' cycle consacré aux débattres sur l'actualité.
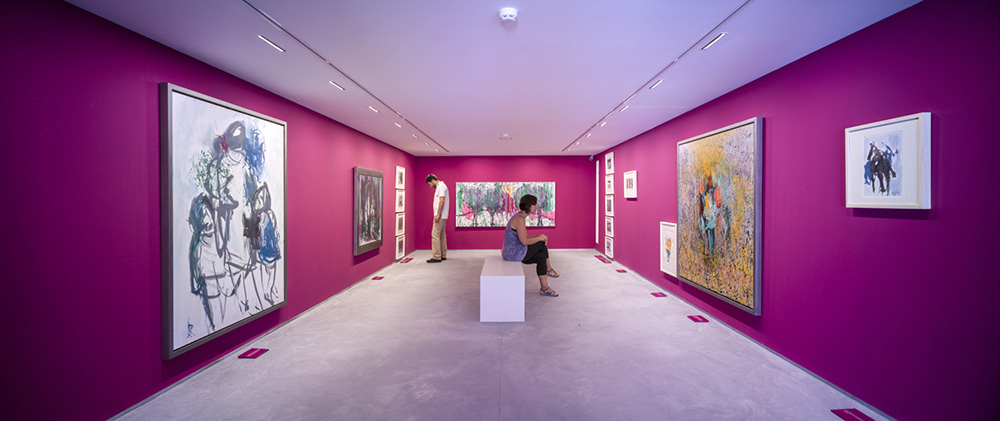
Salle 3 du Museum Jorge Rando.
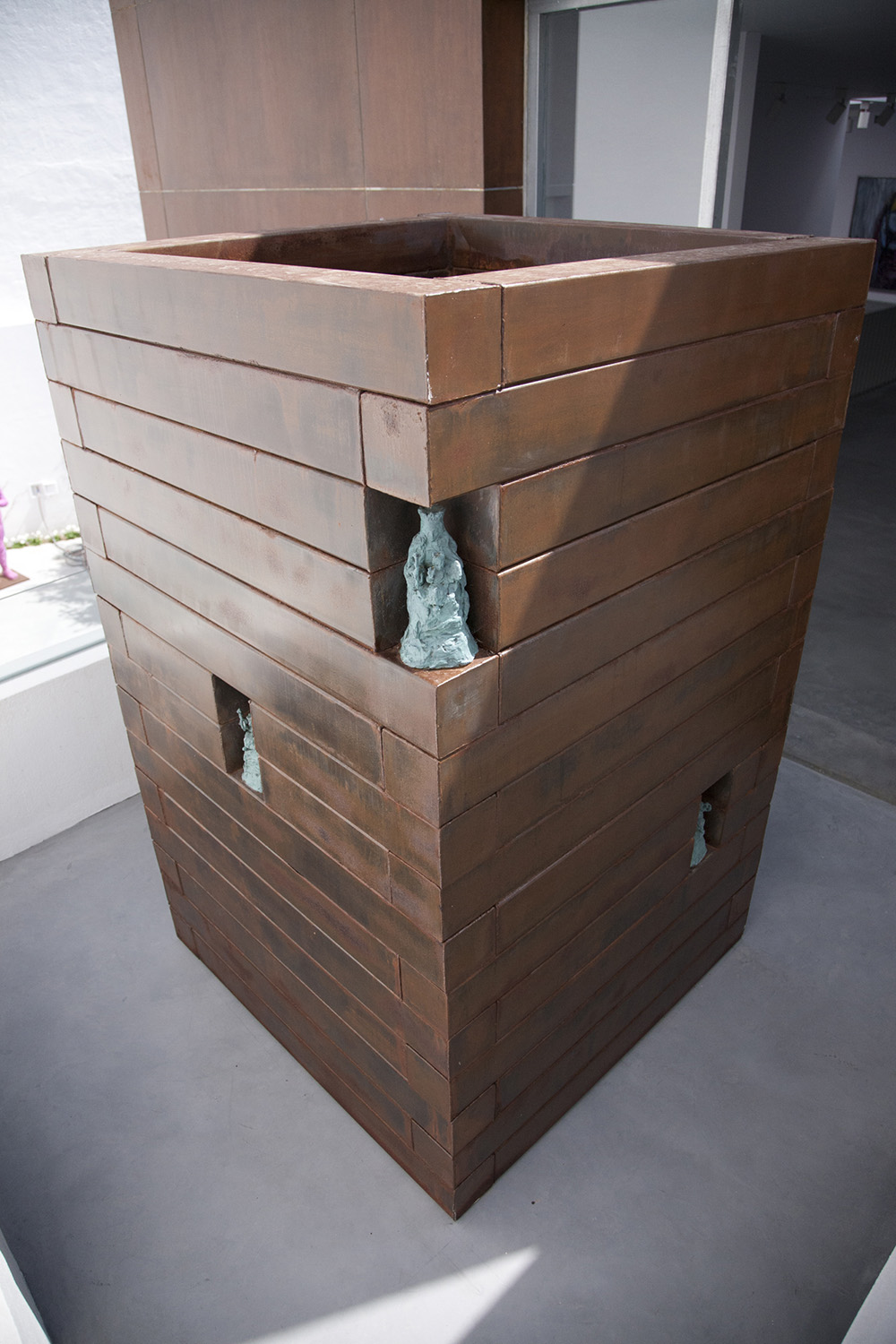
La sculpture avec six chapelles a l'honneur de la Vierge de la Victoria.
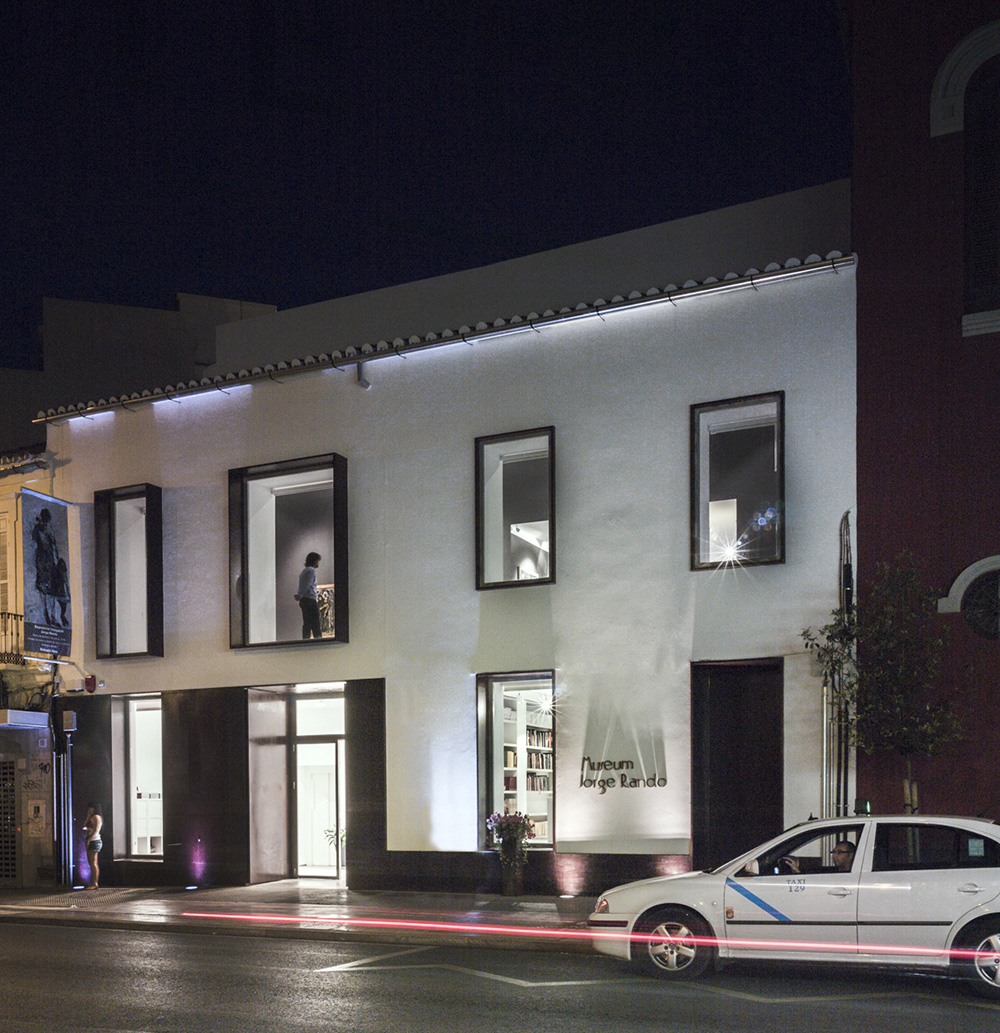
Photo nocturne de la façade du Museum Jorge Rando.
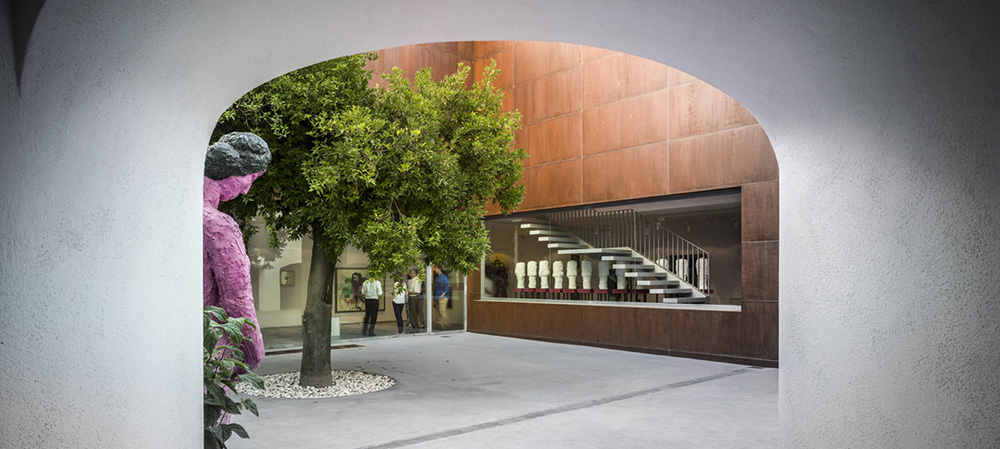
Le patio intérieur avec l'iconique arbre de	mandarines centenaire.
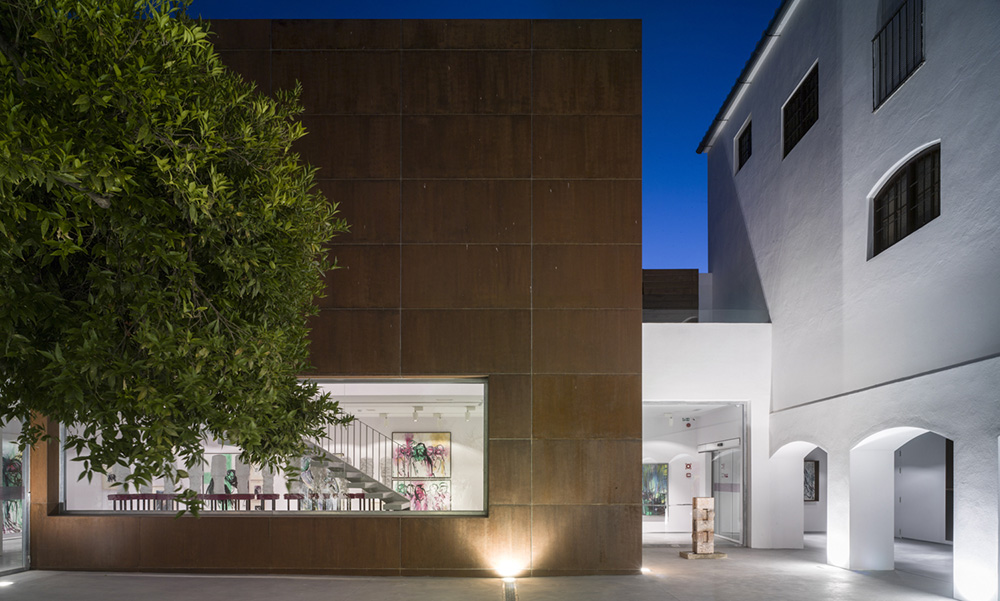
Photo nocturne du patio.
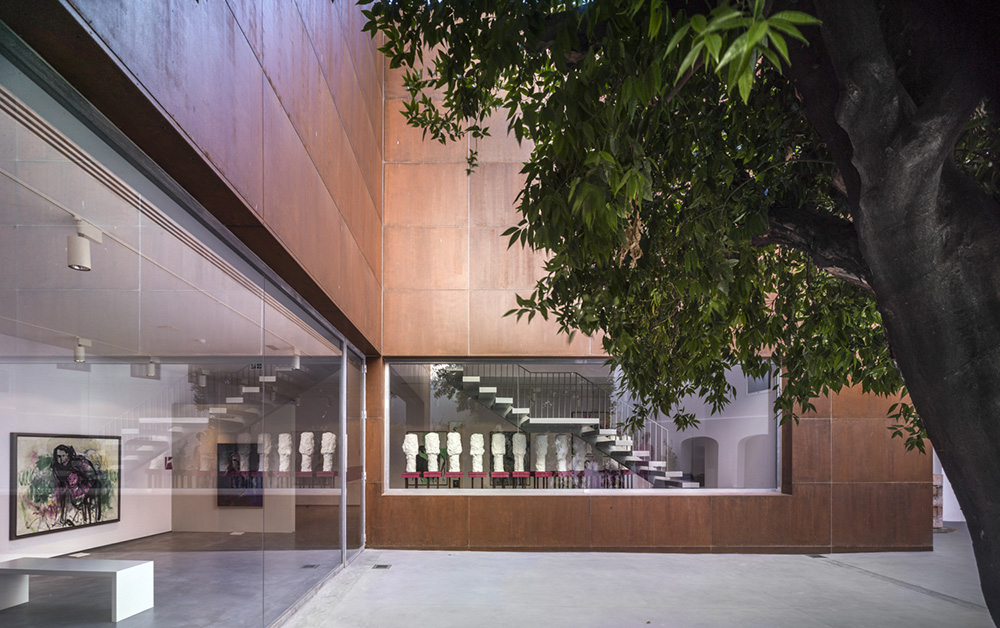
Photo extérieur de la salle 2 du musée.
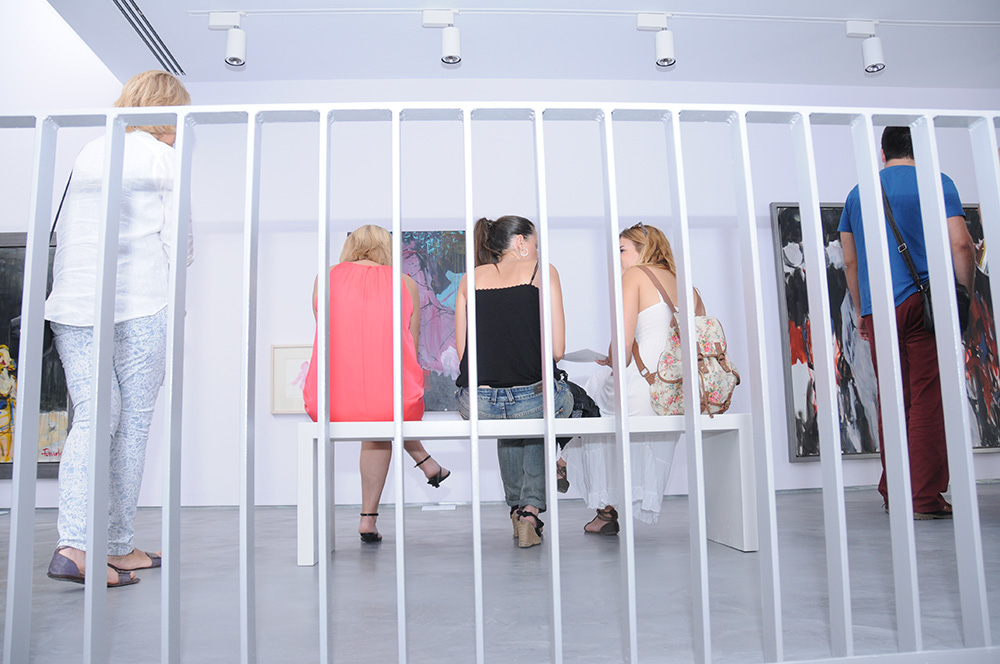
Salle 1 du muséum Jorge Rando.
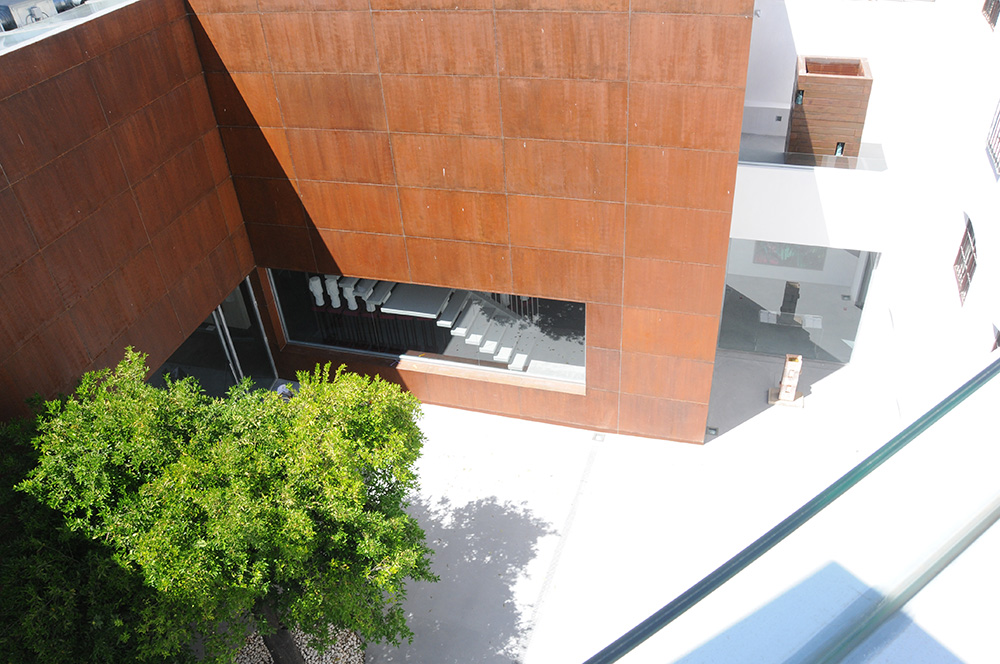
Photo aérienne du patio du musée.
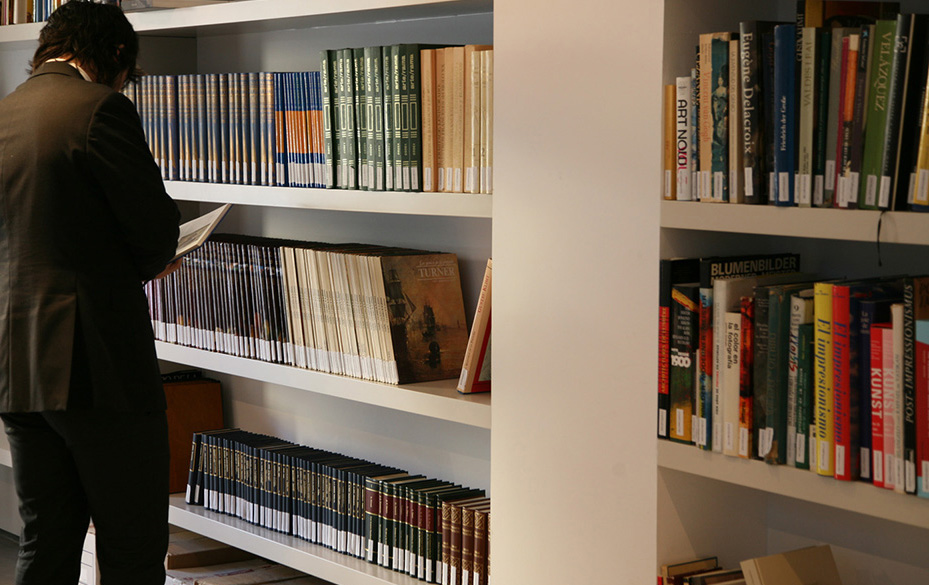
Bibliothèque consacré a l'expressionnisme et le neo-expressionnisme.
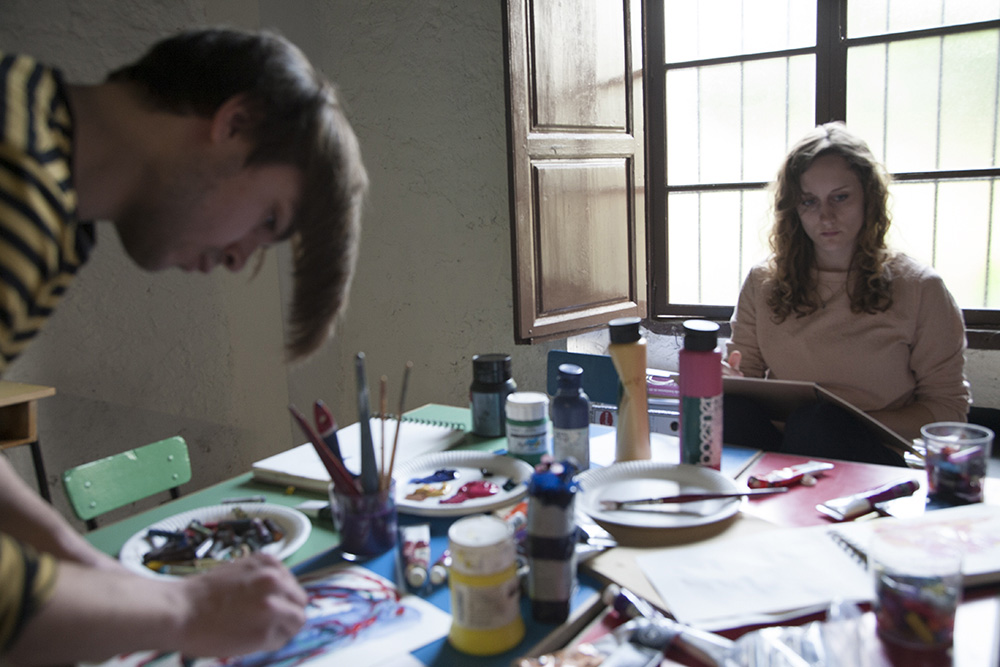
Photo de 'El Atelier' du Muséum Jorge Rando.